# Kropsantropologi
Kropsantropologi i bredere forstand er studiet af den menneskelige kropslighed ud fra et humanvidenskabelig synsvinkel. Kropsantropologien har sine historiske rødder i kroppens kulturantropologi og sociologi (en: Body culture studies).

## Eksperimentel kropsantropologi og IIAC
Den eksperimentelle kropsantropologi blev i årene fra 1985 udviklet i rammen af det fransk-dansk-tyske Institut International d'Anthropologie Corporelle (IIAC). Initiativet kom fra franske pædagogikforskere og rettede sig mod forskellige discipliner, som i det akademiske system normalt er adskilt fra hinanden: historie, kultursociologi, etnologi, kulturantropologi, socialpsykologi, idrætsvidenskab, danseforskning, pædagogik.
Kropsantropologi blev her forstået som en kritisk teori, som reagerede på kroppens teknologiske funktionalisering og på reduktionen af kropsviden gennem snævert scientistiske måle- og testvidenskaber.
I den eksperimentelle kropsantropologi mødtes impulser fra den franske situationisme og Pierre Bourdieus sociologi med den tyske Kritiske Teorie (Frankfurterskolen) og de danske kropskulturstudier (Idrætsforsk).
Da den eksperimentelle kropsantropologi bidrog til interkulturel læring, blev IIAC-seminarerne støttet af det Tysk-Franske Ungdomsværk (Deutsch-Französisches Jugendwerk, OFAJ).
Gennem årene medvirkede Jean-Jacques Barreau, Knut Dietrich, Horst Ehni, Henning Eichberg, Jørn Hansen, Jørn Møller, Søren Nagbøl, Niels Kayser Nielsen, Jørgen Povlsen og Kirsten Roessler i IIAC. Blandt foredragsholderne var desuden John Bale, Jennifer Hargreaves, Jacques Defrance, Guy Jaouen og David Le Breton.

## Forskningsområder
Instituttets forskningsarbejde var især rettet mod tre eksplorationsområder:
- traditionelle lege, festformer og danse
- sport i den samfundsmæssige moderniseringsproces
- postsportive bevægelseskulturer, deres mangfoldighed og indre modsigelser.

I Institut International d'Anthropologie Corporelle skulle sådanne kropsantropologiske indhold ikke kun bearbejdes akademisk, men man søgte en eksperimentel vej. Gennem praktisk møde skulle der skabes situationer (Ereignisse, moments) for kritisk at analysere dem og derigennem at lære inter-kulturelt. Begivenhedernes situative karakter så man i selve møde i praktisk aktivitet – leg, dans, rejse, fest – og ikke mindst i konflikten og det dermed forbundne emotionelle engagement.

## IIAC-seminarer
Ved IIAC‘s eksperimentelle seminarer deltog universitetslærere, forskere og studerende – overvejende fra universiteterne Rennes II, Hamburg og Odense. Seminarerne fandt sted i Poul-Fetan i Bretagne 1987, på Gerlev Idrætshøjskole 1988, i Torino og Valle d'Aosta (Italien) 1989, i Saggrian i det Hannoverske Vendland 1989 og 1990, i Fønsborg på Fyn 1991, på den bretonske ø Belle-Île 1992, i Coat Ermit i Bretagne 1994 og i Berlin 1995. Senere fulgte møder i snarere akademisk stil i Hamburg 2000 og i København 2001 og 2002.
Desuden blev der i sammenhæng med IIAC holdt møder om bretonske og andre regionale traditionelle lege. Møderne fandt sted forskellige steder i Bretagne og var forbundet med regionale legefestivaller. Dette skete i samarbejde med Confédération des sports et jeux traditionnels de la Bretagne (FALSAB) og Institut Culturel de Bretagne.

## Publikationer
- Barreau, Jean-Jacques & Guy Jaouen 1991 (eds.): Éclipse et renaissance des jeux populaires. Des traditions aux régions de l’Europe de demain. Rennes: Institut Culturel de Bretagne, 2. Aufl. Karaez: FALSAB 1998.
- Barreau, Jean-Jacques & Guy Jaouen 2001 (eds.): Les jeux traditionnels en Europe. Éducation, culture et société au 21e siècle./Los juegos tradicionales en Europa. Educación, cultura y sociedad en el siglo 21. Plonéour Ronarc’h: FALSAB.
- Dietrich, Knut & Henning Eichberg 1993 (Hrsg.): Körpersprache – Über Identität und Konflikt. Frankfurt/Main: Afra.
- Dietrich, Knut 2000 (Hrsg.): Inszenierungsformen des Jugendsports in den Metropolen Europas. Hamburg: Fachbereich Sportwissenschaft der Universität Hamburg.
- Dietrich, Knut 2001 (ed.): How Societies Create Movement Culture and Sport. Copenhagen: Institute of Exercise and Sport Sciences, University of Copenhagen.
- Dietrich, Knut 2002 (ed.): Socialisation and the Social Change in Movement Culture and Sport. Copenhagen: Institute of Exercise and Sport Sciences, University of Copenhagen.
- Dietrich, Knut, Horst Ehni, Henning Eichberg & Søren Nagbøl 2013: Erkunden und Spielen – lehren, fördern, lassen. Kindliches Bewegen pädagogisch verstehen. Hohengehren: Schneider.
- Eichberg, Henning & Jørn Hansen 1989 (Hrsg.): Körperkulturen und Identität. Versuche einer alternativen Aufmerksamkeit. Münster: Lit.
- Eichberg, Henning & Jørn Hansen 1996 (Hrsg.): Bewegungsräume. Körperanthropologische Beiträge. Butzbach-Griedel: Afra.
- Guibert, Joël & Guy Jaouen 2005 (eds.): Jeux traditionnels. Quels loisirs sportifs pour la société de demain? Vannes: Institut Culturel de Bretagne.
- Nagbøl, Søren 1994: "Helgoland on Amager." In: International Review for the Sociology of Sport, 29, 1: 85-98.
- Nagbøl, Søren & John Bale 1994: A View of English Football: Sport and Sense of Place. Jyväskylä: University of Jyväskylä.
- Risse, Heinz 1991: Sociologie du sport. Ed. Jean-Jacques Barreau & Henning Eichberg (= Collection Cultures Corporelles. 2) Rennes: Presses de l'Université Rennes II.